# ナチ党の階級制度

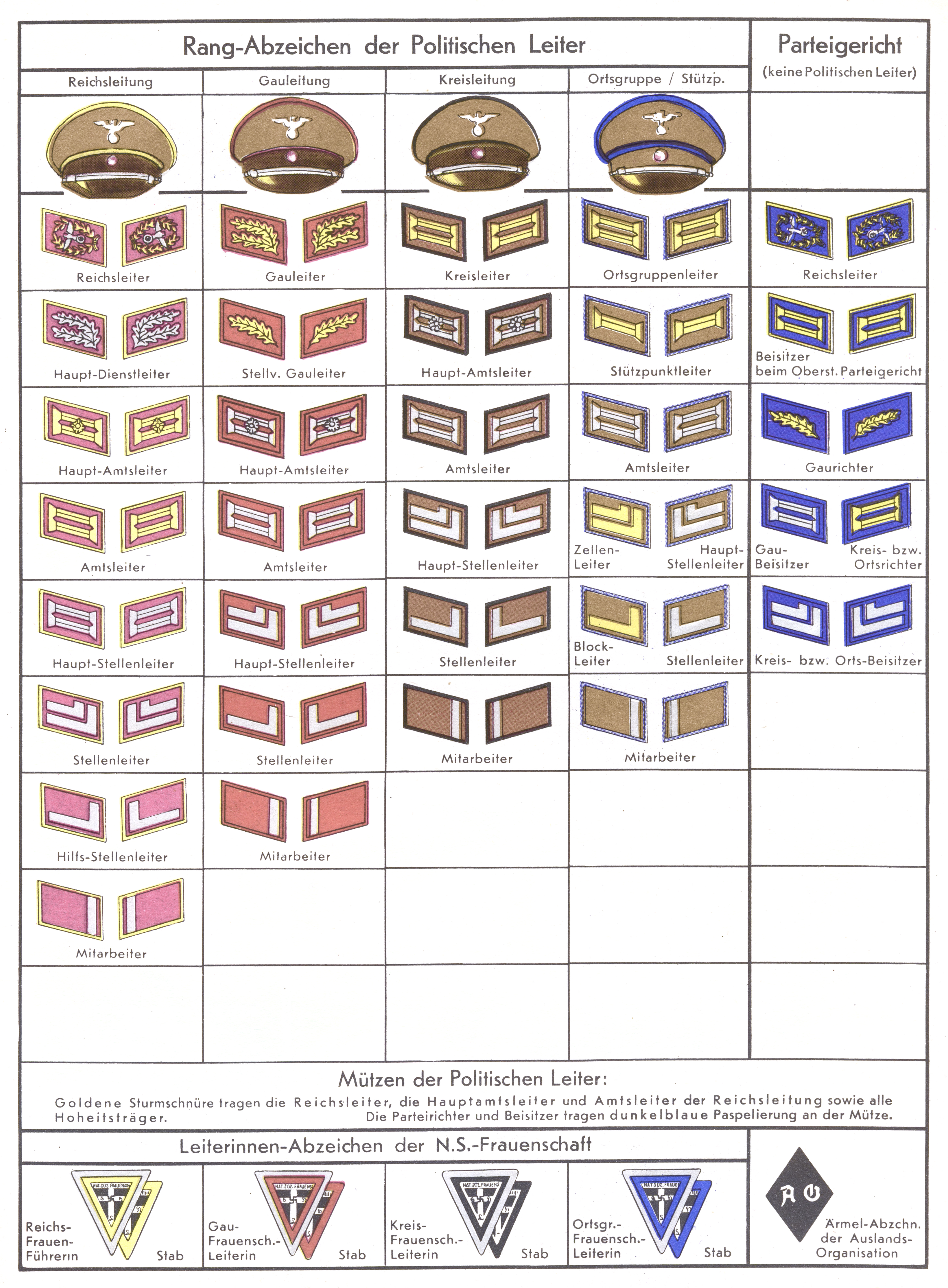
1936年の階級一覧

本稿では国民社会主義ドイツ労働者党（通称、ナチ党）の階級制度について記述する。

## ナチ党に於る階級制度
ナチ党における階級制度は、各地の選挙区における党員の動員及び活動を指導するために発足した。1933年のナチ党の権力掌握以降のナチス・ドイツにおける党員の階級は、党内での序列を示すもののみならず、国政における各部署の地位と連携したものとして政治的に重要な存在となっていた。
これらの階級や称号は党の常勤党員、特に党の政治指導者において用いられており、非政治指導者の末端党員などは全党員に発行された一般党員章（バッジ）を除いて、制服をまったく着用していないことがあった。

## 初期の階級制度

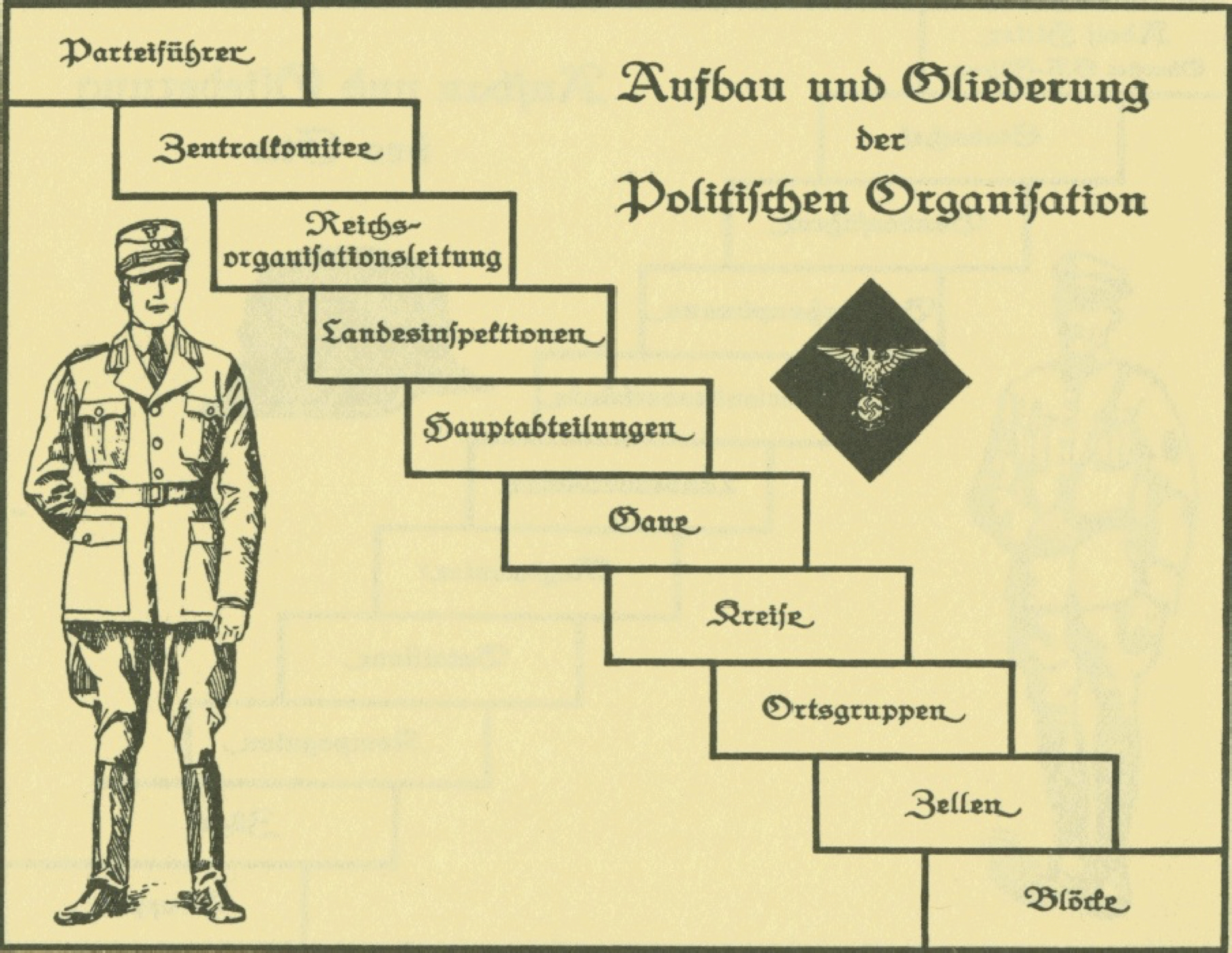
初期の党政治指導者階級

ナチ党によって使用された初期の称号は、1930年代後半と第二次世界大戦の間、幾つかの変更が行われた。ナチ党が存在した最も早い時期と考えられる1921年から1923年の間、通常の党員が用いる称号や階級は存在しなかった。アドルフ・ヒトラーが党の指導者としてアントン・ドレクスラーに取って代わった際、ヒトラーは総統（指導者）の称号で自分自身を呼び始めた為、最初の正式な党の称号が確立された。ルドルフ・ヘスに任命された副総統（StellvertreterdesFührers）の称号もその後まもなく作成され、1923年11月のミュンヘン一揆の頃までに、党書記長や党財務担当などのいくつかの称号も作成された。
ナチ党は1923年から1925年の間に解散したが、党の準軍事組織である突撃隊（SA）の制服と階級がこの頃から制定された。これらの階級は、ナチ党によって採用された最も古い階級のいくつかを作成した。これらの称号はSAの内部で独自に使用されていたが、ヒトラーなどの一部の党幹部が使用した称号を除いて、他の党員にはまだ正式な階級や徽章は存在しなかった。
1925年の再結党後、ナチ党が各地に支部を建設するようになると、党の細胞（Zelle）がシュトゥットガルト、ベルリン、ハイデルベルクなどの主要都市に現れ始めた。これらの「地方指導者」は、非公式の独自の制服と称号を採用することが多々あった。
1920年代末から1930年代初頭に採用されたナチ党の階級は以下の通りである。
- 全国監督官（Reichsinspekteur）
- 方面監督官（Landesinspekteur）
- 大管区指導者（Gauleiter）
- 管区指導者（Kreisleiter）
- 郡指導者（Bezirksleiter）
- 地区指導者（Ortsgruppenleiter）
- 細胞役員（Zellenwart）
- 街区役員（Blockwart）

最高位の、全国組織指導者（Reichsorganisationsleiter）の階級は、全国監督府の最高指導者の為に制定された。通常、全国監督官以外は記章を用いていなかった。
党勢の拡大した1920年代後半より、党指導員向けの幾つかの記章類が導入された。先ず1929年からは職務識別の為、制服にダイヤモンド型袖章が導入された。袖章は、総長（Hoheitsträger）及び部局監査役（Amtswalter）、監察参謀（Stabswalter）及び指導部幕僚（Stabsleiter）、議員団長（Fraktionsführer）用等に分類されていた。また、1932年には襟章と肩章が新たに導入された。

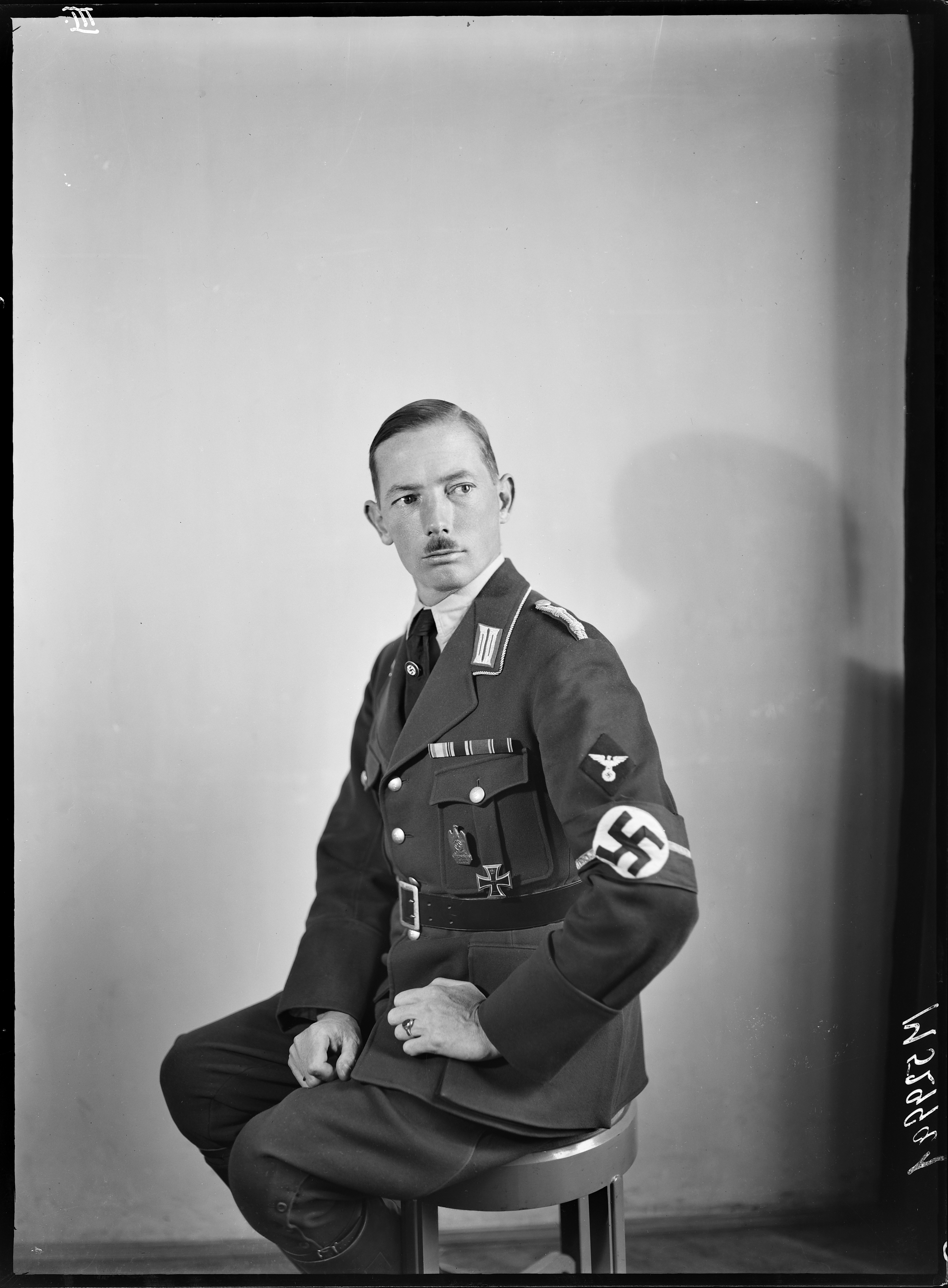
党総長用袖章を用いる「ミュンヘン＝北」管区指導者マックス・ラインハルト (ナチ党員)（ドイツ語版）

（1932～33年迄の階級）
| 階級                                       | 訳                        | 襟章 | 肩章 | 袖章 |
| ------------------------------------------ | ------------------------- | ---- | ---- | ---- |
| Reichsorganisationsleiter Reichsinspekteur | 全国組織指導者 全国監督官 |      |      |      |
| Landesinspekteur                           | 方面監督官                |      |      |      |
| Gauleiter                                  | 大管区指導者              |      |      |      |
| Kreisleiter                                | 管区指導者                |      |      |      |
| Ortsgruppenleiter                          | 地区指導者                |      |      |      |
| Zellenwart                                 | 細胞役員                  |      |      |      |
| Blockwart                                  | 街区役員                  |      |      |      |

（1932-33年）
| 階級                                     | 訳                         | 襟章 | 肩章 | 袖章 |
| ---------------------------------------- | -------------------------- | ---- | ---- | ---- |
| Haupt-Abteilungsleit.d.Reichsorg.-Leitg. | 全国組織指導部高級分遣所長 |      |      |      |
| Abteilungsleiter der Reichsorg.-Leitg.   | 全国組織指導部分遣所長     |      |      |      |
| Unter-Abteilungsleit.d.Reichsorg.-Leitg. | 全国組織指導部下級分遣所長 |      |      |      |
| Stabswalter der Landesinspektion         | 方面監督府監察参謀         |      |      |      |
| Stabswalter des Gaues                    | 大管区監察参謀             |      |      |      |
| Abteilungsleiter des Gaues               | 大管区分遣所長             |      |      |      |
| Stabswalter der Kreis                    | 管区監察参謀               |      |      |      |
| Abteilungsleiter des Kreises             | 管区分遣所長               |      |      |      |
| Stabswalter der Ortsgruppe               | 地区監察参謀               |      |      |      |
| Stabswalter der Zellen                   | 細胞監察参謀               |      |      |      |

## 1933年以後の階級制度
1933年の政権掌握後、政府と党の関係を完全に統一する為、強制的同一化が開始された。1934年の長いナイフの夜の後、ナチ党の政治指導部は地方、州の各政府における党の影響拡大の前段階として大規模な再編が行われた。それまでの襟章は新たに改定され、各所属指導部を示すために襟章の縁には規定の色が配色された。
組織の再編にあたって先ず行われたのは、党の指導部を幾つかに分割することであった。これらの党指導部は互いに独立して行動するように規定されていた。
新たに編成された各指導部は以下の通りである。
- 全国指導部（Reichsleitung） ― 全国に相当
- 大管区指導部（Gauleitung） ― 県及び州に相当
- 管区指導部（Kreisleiter） ― 郡/独立市に相当
- 地区指導部（Ortsgruppen） ― 市町村に相当

新たに再編されたナチ党の政治指導部は自己完結型であり、党員の階級とは分離されていた。理論上、これは管轄を巡る対立を回避することを目的としていたが、各政治指導部間での命令の無視や対立が生じていた。ヒトラーや党の最高幹部はこれら対立の枠外におり、命令の際には全ての指導部に同時に布告を行い、場合によっては本来、遂行の権限を持たない下位の指導部に職務を遂行するように命令を与えていた。これにより指導部間での裏切りや隠蔽、黙殺が頻発し、そのため、指導者の妨害を防ぐための指導者代行が任命されるようになった。
党指導部の再編において、政治指導部内での役職及び序列を示す新しい階級が制定された。一部の役職は党の各指導部で同様に採用されていたが、大管区、管区、地区指導者などの階級は固有の役職としてあった。また、全国指導者として知られる最高位の階級が作成された。これは、全国指導部の最高位である。
1933年から1939年の間に用いられた階級は以下の通り。
- 幹事長（Hauptdienstleiter）
- 幹事（Dienstleiter）
- 本局長（Hauptamtsleiter）
- 局長（Amtsleiter）
- 本部長/事務総長（Hauptstellenleiter）
- 部長/事務長（Stellenleiter）
- 課長/事務長補佐（Hilfsstellenleiter）
- 事務員（Mitarbeiter）

各政治指導部長官の階級は以下の通り。
- 全国指導者（Reichsleiter）
- 大管区指導者（Gauleiter）
- 副大管区指導者（Stellvertreter Gauleiter）
- 管区指導者（Kreisleiter）
- 地区指導者（Ortsgruppenleiter）
- 拠点分区指導者（Stützpunktleiter）

さらに追加されたのは、実際の階級とは異なる一部の政治指導者の職名となった幾つかの称号である。これらの称号は、口頭や書面による表記以外に称号を示す徽章などは存在しなかった。これらは1939年に腕章による階級制度の再編により変更された。
各称号は以下の通り
- 細胞指導者（Zellenleiter）
- 分遣所長（Abteilungsleiter）
- 下級分遣所長（Unterabteilungsleiter）
- 街区指導者（Blockleiter）

1934年に採用されたナチ党の階級制度は幾つかの改定を重ねつつも、概ね同様の階級構造を継続していた。ナチ党の階級が大幅に改定されたのは、第二次世界大戦が始まった1939年になってからである。

### 1933年頃の階級に関する規約
- 部局監査役（Amtswalter）並びに、局長事務代理（Amtsleiter=Stellvertreter）、第1～8部（法務部、個人幕僚部等）の各部長は、局長と同格とする。
- 区長（Sprengelleiter）は、担当地域が地区の水準に達した際、地区指導者候補となり、水準以下の場合は、細胞指導者候補となる。
- 党弁士（Redner）は、政治指導者、党局長或いは委任者の地位にない限り、郡指導部局長（Bezirks=Amtsleiter）の階級を有する。
- 大管区指導者は州議会の上位に位置する。
- 非政治指導部役員である党組合の代表者及び補助員は、腕章は配布されないので独自に党員を示す記章を設けること。

### 階級一覧

#### 1933年中頃-1934年初頭
| 指導部                      | 階級                     | 訳             | 襟章 |
| --------------------------- | ------------------------ | -------------- | ---- |
| 全国指導部（Reichsleitung） | Reichsleiter             | 全国指導者     |      |
| 全国指導部（Reichsleitung） | Amtsleiter               | 局長           |      |
| 全国指導部（Reichsleitung） | Abteilungsleiter         | 分遣所長       |      |
| 全国指導部（Reichsleitung） | Unterabteilungsleiter    | 下級分遣所長   |      |
| 大管区指導部（Gauleitung）  | Gauleiter                | 大管区指導者   |      |
| 大管区指導部（Gauleitung）  | Stellvertreter-Gauleiter | 副大管区指導者 |      |
| 大管区指導部（Gauleitung）  | Gauinspekteur            | 大管区監督官   |      |
| 大管区指導部（Gauleitung）  | Amtsleiter               | 局長           |      |
| 大管区指導部（Gauleitung）  | Abteilungsleiter         | 分遣所長       |      |
| 大管区指導部（Gauleitung）  | Unterabteilungsleiter    | 下級分遣所長   |      |
| 管区指導部（Kreisleitung）  | Kreisleiter              | 管区指導者     |      |
| 管区指導部（Kreisleitung）  | Amtsleiter               | 局長           |      |
| 管区指導部（Kreisleitung）  | Abteilungsleiter         | 分遣所長       |      |
| 管区指導部（Kreisleitung）  | Unterabteilungsleiter    | 下級分遣所長   |      |
| 地区指導部（Ortsgruppen）   | Ortsgruppenleiter        | 地区指導者     |      |
| 地区指導部（Ortsgruppen）   | Stützpunktleiter         | 拠点分区指導者 |      |
| 地区指導部（Ortsgruppen）   | Amtsleiter               | 室長           |      |
| 地区指導部（Ortsgruppen）   | Zellenwart               | 細胞役員       |      |
| 地区指導部（Ortsgruppen）   | Blockwart                | 街区役員       |      |

#### 1934年-1934年中頃[1]
| 指導部                      | 階級                  | 訳             | 襟章 |
| --------------------------- | --------------------- | -------------- | ---- |
| 全国指導部（Reichsleitung） | Reichsleiter          | 全国指導者     |      |
| 全国指導部（Reichsleitung） | Amtsleiter            | 局長           |      |
| 全国指導部（Reichsleitung） | Abteilungsleiter      | 分遣所長       |      |
| 全国指導部（Reichsleitung） | Unterabteilungsleiter | 下級分遣所長   |      |
| 大管区指導部（Gauleitung）  | Gauleiter             | 大管区指導者   |      |
| 大管区指導部（Gauleitung）  | Amtsleiter            | 局長           |      |
| 大管区指導部（Gauleitung）  | Abteilungsleiter      | 分遣所長       |      |
| 大管区指導部（Gauleitung）  | Unterabteilungsleiter | 下級分遣所長   |      |
| 管区指導部（Kreisleitung）  | Kreisleiter           | 管区指導者     |      |
| 管区指導部（Kreisleitung）  | Amtsleiter            | 局長           |      |
| 管区指導部（Kreisleitung）  | Abteilungsleiter      | 分遣所長       |      |
| 管区指導部（Kreisleitung）  | Unterabteilungsleiter | 下級分遣所長   |      |
| 地区指導部（Ortsgruppen）   | Ortsgruppenleiter     | 地区指導者     |      |
| 地区指導部（Ortsgruppen）   | Stützpunktleiter      | 拠点分区指導者 |      |
| 地区指導部（Ortsgruppen）   | Amtsleiter            | 室長           |      |
| 地区指導部（Ortsgruppen）   | Zellenwart            | 細胞役員       |      |
| 地区指導部（Ortsgruppen）   | Blockwart             | 街区役員       |      |

#### 1934年-1935年
| 指導部                      | 階級                     | 訳             | 襟章 |
| --------------------------- | ------------------------ | -------------- | ---- |
| 全国指導部（Reichsleitung） | Reichsleiter             | 全国指導者     |      |
| 全国指導部（Reichsleitung） | Hauptdienstleiter        | 幹事長         |      |
| 全国指導部（Reichsleitung） | Dienstleiter             | 幹事           |      |
| 全国指導部（Reichsleitung） | Hauptamtsleiter          | 最高局長       |      |
| 全国指導部（Reichsleitung） | Amtsleiter               | 局長           |      |
| 全国指導部（Reichsleitung） | Hauptstellenleiter       | 統括官         |      |
| 全国指導部（Reichsleitung） | Stellenleiter            | 参事官         |      |
| 全国指導部（Reichsleitung） | Hilfsstellenleiter       | 副参事官       |      |
| 全国指導部（Reichsleitung） | Mitarbeiter              | 事務官         |      |
| 大管区指導部（Gauleitung）  | Gauleiter                | 大管区指導者   |      |
| 大管区指導部（Gauleitung）  | Stellvertreter-Gauleiter | 副大管区指導者 |      |
| 大管区指導部（Gauleitung）  | Hauptamtsleiter          | 本局長         |      |
| 大管区指導部（Gauleitung）  | Amtsleiter               | 局長           |      |
| 大管区指導部（Gauleitung）  | Hauptstellenleiter       | 事務総長       |      |
| 大管区指導部（Gauleitung）  | Stellenleiter            | 事務長         |      |
| 大管区指導部（Gauleitung）  | Mitarbeiter              | 事務員         |      |
| 管区指導部（Kreisleitung）  | Kreisleiter              | 管区指導者     |      |
| 管区指導部（Kreisleitung）  | Hauptamtsleiter          | 本局長         |      |
| 管区指導部（Kreisleitung）  | Amtsleiter               | 局長           |      |
| 管区指導部（Kreisleitung）  | Hauptstellenleiter       | 事務総長       |      |
| 管区指導部（Kreisleitung）  | Stellenleiter            | 事務長         |      |
| 管区指導部（Kreisleitung）  | Mitarbeiter              | 事務員         |      |
| 地区指導部（Ortsgruppen）   | Ortsgruppenleiter        | 地区指導者     |      |
| 地区指導部（Ortsgruppen）   | Stützpunktleiter         | 拠点分区指導者 |      |
| 地区指導部（Ortsgruppen）   | Zellenleiter             | 細胞指導者     |      |
| 地区指導部（Ortsgruppen）   | Blockleiter              | 街区指導者     |      |
| 地区指導部（Ortsgruppen）   | Amtsleiter               | 室長           |      |
| 地区指導部（Ortsgruppen）   | Hauptstellenleiter       | 事務総長       |      |
| 地区指導部（Ortsgruppen）   | Stellenleiter            | 事務長         |      |
| 地区指導部（Ortsgruppen）   | Mitarbeiter              | 作業員/事務員  |      |

#### 1935年-1938年
| 指導部                      | 階級                     | 訳             | 襟章 |
| --------------------------- | ------------------------ | -------------- | ---- |
| 全国指導部（Reichsleitung） | Reichsleiter             | 全国指導者     |      |
| 全国指導部（Reichsleitung） | Hauptdienstleiter        | 幹事長         |      |
| 全国指導部（Reichsleitung） | Hauptamtsleiter          | 最高局長       |      |
| 全国指導部（Reichsleitung） | Amtsleiter               | 局長           |      |
| 全国指導部（Reichsleitung） | Hauptstellenleiter       | 統括官         |      |
| 全国指導部（Reichsleitung） | Stellenleiter            | 参事官         |      |
| 全国指導部（Reichsleitung） | Hilfsstellenleiter       | 副参事官       |      |
| 全国指導部（Reichsleitung） | Mitarbeiter              | 事務官         |      |
| 大管区指導部（Gauleitung）  | Gauleiter                | 大管区指導者   |      |
| 大管区指導部（Gauleitung）  | Stellvertreter-Gauleiter | 副大管区指導者 |      |
| 大管区指導部（Gauleitung）  | Hauptamtsleiter          | 本局長         |      |
| 大管区指導部（Gauleitung）  | Amtsleiter               | 局長           |      |
| 大管区指導部（Gauleitung）  | Hauptstellenleiter       | 事務総長       |      |
| 大管区指導部（Gauleitung）  | Stellenleiter            | 事務長         |      |
| 大管区指導部（Gauleitung）  | Mitarbeiter              | 事務員         |      |
| 管区指導部（Kreisleitung）  | Kreisleiter              | 管区指導者     |      |
| 管区指導部（Kreisleitung）  | Hauptamtsleiter          | 本局長         |      |
| 管区指導部（Kreisleitung）  | Amtsleiter               | 局長           |      |
| 管区指導部（Kreisleitung）  | Hauptstellenleiter       | 事務総長       |      |
| 管区指導部（Kreisleitung）  | Stellenleiter            | 事務長         |      |
| 管区指導部（Kreisleitung）  | Mitarbeiter              | 事務員         |      |
| 地区指導部（Ortsgruppen）   | Ortsgruppenleiter        | 地区指導者     |      |
| 地区指導部（Ortsgruppen）   | Stützpunktleiter         | 拠点分区指導者 |      |
| 地区指導部（Ortsgruppen）   | Zellenleiter             | 細胞指導者     |      |
| 地区指導部（Ortsgruppen）   | Blockleiter              | 街区指導者     |      |
| 地区指導部（Ortsgruppen）   | Amtsleiter               | 室長           |      |
| 地区指導部（Ortsgruppen）   | Hauptstellenleiter       | 事務総長       |      |
| 地区指導部（Ortsgruppen）   | Stellenleiter            | 事務長         |      |
| 地区指導部（Ortsgruppen）   | Mitarbeiter              | 作業員/事務員  |      |

#### 1938年末-1939年
| 指導部                      | 階級                     | 訳             | 襟章 |
| --------------------------- | ------------------------ | -------------- | ---- |
| 全国指導部（Reichsleitung） | Reichsleiter             | 全国指導者     |      |
| 全国指導部（Reichsleitung） | Hauptdienstleiter        | 幹事長         |      |
| 全国指導部（Reichsleitung） | Hauptamtsleiter          | 最高局長       |      |
| 全国指導部（Reichsleitung） | Amtsleiter               | 局長           |      |
| 全国指導部（Reichsleitung） | Hauptstellenleiter       | 統括官         |      |
| 全国指導部（Reichsleitung） | Stellenleiter            | 参事官         |      |
| 全国指導部（Reichsleitung） | Hilfsstellenleiter       | 副参事官       |      |
| 全国指導部（Reichsleitung） | Mitarbeiter              | 事務官         |      |
| 大管区指導部（Gauleitung）  | Gauleiter                | 大管区指導者   |      |
| 大管区指導部（Gauleitung）  | Stellvertreter-Gauleiter | 副大管区指導者 |      |
| 大管区指導部（Gauleitung）  | Amtsleiter               | 局長           |      |
| 大管区指導部（Gauleitung）  | Hauptstellenleiter       | 事務総長       |      |
| 大管区指導部（Gauleitung）  | Stellenleiter            | 事務長         |      |
| 大管区指導部（Gauleitung）  | Mitarbeiter              | 事務員         |      |
| 管区指導部（Kreisleitung）  | Kreisleiter              | 管区指導者     |      |
| 管区指導部（Kreisleitung）  | Amtsleiter               | 局長           |      |
| 管区指導部（Kreisleitung）  | Hauptstellenleiter       | 事務総長       |      |
| 管区指導部（Kreisleitung）  | Stellenleiter            | 事務長         |      |
| 管区指導部（Kreisleitung）  | Mitarbeiter              | 事務員         |      |
| 地区指導部（Ortsgruppen）   | Ortsgruppenleiter        | 地区指導者     |      |
| 地区指導部（Ortsgruppen）   | Stützpunktleiter         | 拠点分区指導者 |      |
| 地区指導部（Ortsgruppen）   | Zellenleiter             | 細胞指導者     |      |
| 地区指導部（Ortsgruppen）   | Blockleiter              | 街区指導者     |      |
| 地区指導部（Ortsgruppen）   | Amtsleiter               | 室長           |      |
| 地区指導部（Ortsgruppen）   | Hauptstellenleiter       | 事務総長       |      |
| 地区指導部（Ortsgruppen）   | Stellenleiter            | 事務長         |      |
| 地区指導部（Ortsgruppen）   | Mitarbeiter              | 作業員/事務員  |      |

#### 党裁判官の階級
| 指導部                      | 階級         | 訳                            | 襟章 |
| --------------------------- | ------------ | ----------------------------- | ---- |
| 全国指導部（Reichsleitung） | Reichsleiter | 全国指導者 （党最高裁判所長） |      |
| 全国指導部（Reichsleitung） | Beisitzer    | 陪席判事                      |      |
| 大管区指導部（Gauleitung）  | Gaurichter   | 大管区裁判官                  |      |
| 大管区指導部（Gauleitung）  | Beisitzer    | 陪席判事                      |      |
| 管区指導部（Kreisleitung）  | Kreisrichter | 管区裁判官                    |      |
| 管区指導部（Kreisleitung）  | Beisitzer    | 陪席判事                      |      |

## 1939年以後の階級制度

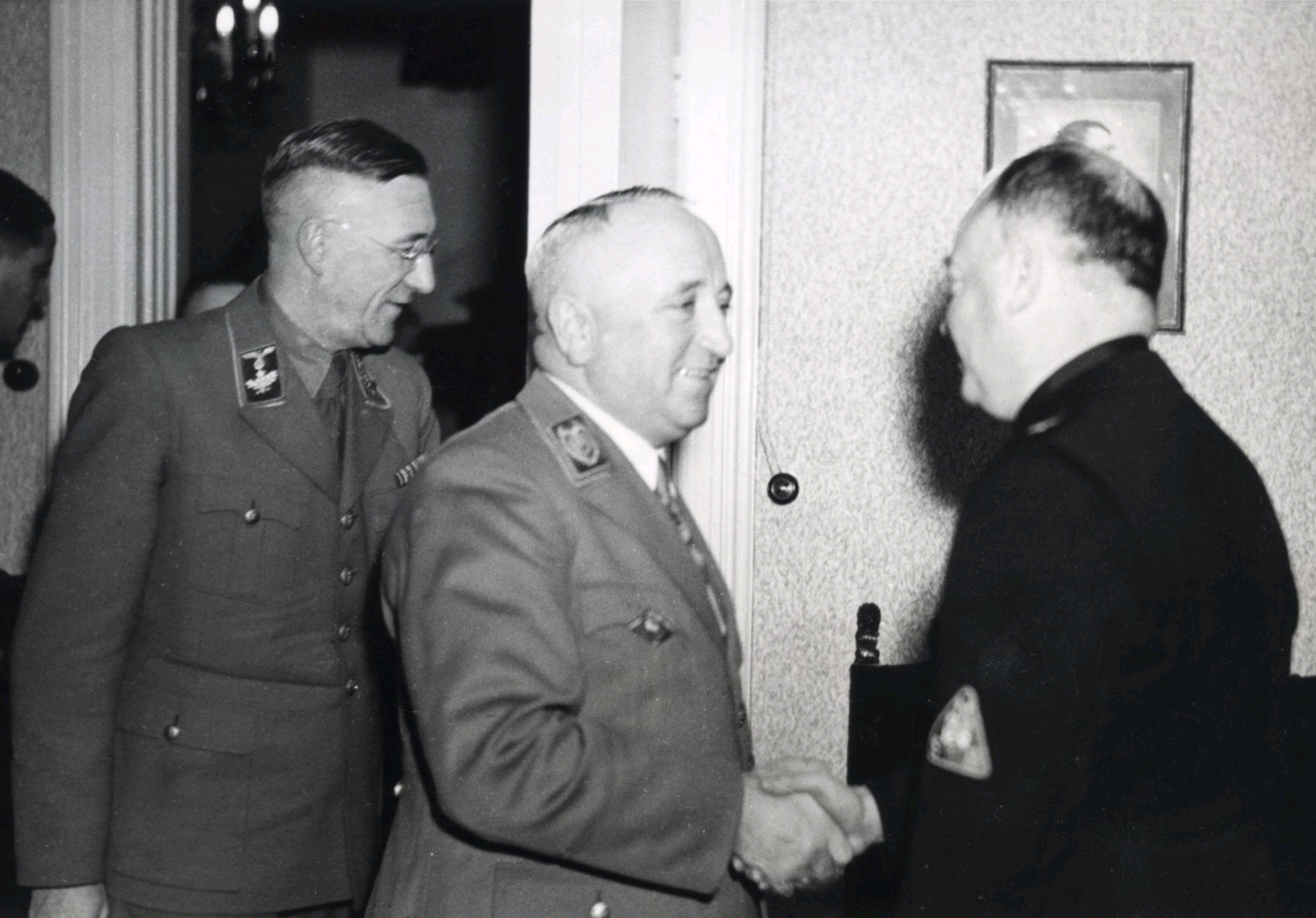
1939年制定後の襟章を身に付けたロベルト・ライ（中央）ヴィルヘルム・リッターブッシュ（左）（1944年）

ナチ党の最終的な階級制度の改定は、1938年にロベルト・ライにより実施された。ライは、党の全国組織指導者として徽章の作成を個人的に監督し、1939年半ばに正式に発効された。新しい階級制度には大幅な改定が行われ、党階級（Dienstrang）を示す襟章と職位（Dienststellung）を示す腕章による二重階級制がとられた。
新たに導入された襟章は、各所属指導部を示す襟章の縁の配色の他、党鷲章（Parteiadler）と中堅・下級党員の階級区分を示す星章とトレッセが新たに追加された。
これらの新しい階級制度の導入は1942年頃までは完全に普及されず、党の指導者は1939年以前の記章を身に付けた者が存在しており、当時の写真などでも頻繁に確認される。新しい徽章が完全に普及したのは1943年になってからである。また、階級名の呼称においても1938年以前の階級名を称する党員が多数を占めていた。
第二次世界大戦の開始までに、ナチ党の各組織は独自の制服を用いていた。ナチ党による強制同一化以降、各省庁は特定の制服が導入され、州や地方の職員はナチ党の制服の着用が許可されていた。また、SSやSA、ドイツ国防軍に所属する者はそれぞれ各組織の制服と称号を用いていた。そのため、階級や称号が混在した状態となり、それまでの伝統的な称号との併用が困難となった。党の称号と階級に加えて、町長、市長といった伝統的な称号は維持されていた。これらは、ナチ党の階級とほぼ同等の権限を持つか党とは無関係であるかのどちらかであった。
1939年から1945年まで用いられたナチ党員の階級
| 指導部区分                     | 階級                     | 訳                 | 襟章 |
| ------------------------------ | ------------------------ | ------------------ | ---- |
| 全国指導部員のみ               | Reichsleiter             | 全国指導者         |      |
| 全国指導部員のみ               | Gauleiter                | 大管区指導者       |      |
| 全国・大管区指導部員のみ       | Hauptbefehlsleiter       | 最高発令官         |      |
| 全国・大管区指導部員のみ       | Oberbefehlsleiter        | 上級発令官         |      |
| 全国・大管区指導部員のみ       | Befehlsleiter            | 発令官             |      |
| 全国・大管区指導部員のみ       | Hauptdienstleiter        | 最高幹事長         |      |
| 全国・大管区指導部員のみ       | Oberdienstleiter         | 幹事長             |      |
| 全国・大管区・管区指導部員のみ | Dienstleiter             | 幹事               |      |
| 全国・大管区・管区指導部員のみ | Hauptbereichsleiter      | 高級地域指導者     |      |
| 全国・大管区・管区指導部員のみ | Oberbereichsleiter       | 上級地域指導者     |      |
| 全国・大管区・管区指導部員のみ | Bereichsleiter           | 地域指導者         |      |
| 全国・大管区・管区指導部員のみ | Hauptabschnittsleiter    | 高級区域指導者     |      |
| 全指導部員                     | Oberabschnittsleiter     | 上級区域指導者     |      |
| 全指導部員                     | Abschnittsleiter         | 区域指導者         |      |
| 全指導部員                     | Hauptgemeinschaftsleiter | 高級集団指導者     |      |
| 全指導部員                     | Obergemeinschaftsleiter  | 上級集団指導者     |      |
| 全指導部員                     | Gemeinschaftsleiter      | 集団指導者         |      |
| 全指導部員                     | Haupteinsatzleiter       | 高級行動指導者     |      |
| 全指導部員                     | Obereinsatzleiter        | 上級行動指導者     |      |
| 全指導部員                     | Einsatzleiter            | 行動指導者         |      |
| 全指導部員                     | Hauptbereitschaftsleiter | 高級機動指導者     |      |
| 全指導部員                     | Oberbereitschaftsleiter  | 上級機動指導者     |      |
| 全指導部員                     | Bereitschaftsleiter      | 機動指導者         |      |
| 全指導部員                     | Hauptarbeitsleiter       | 高級作業指導者     |      |
| 全指導部員                     | Oberarbeitsleiter        | 上級作業指導者     |      |
| 全指導部員                     | Arbeitsleiter            | 作業指導者         |      |
| 全指導部員                     | Oberhelfer               | 上級補佐役         |      |
| 全指導部員                     | Helfer                   | 補佐役             |      |
| 全指導部員                     | Anwärter (Partei)        | 党員候補           |      |
| 全指導部員                     | Anwärter (Nicht Partei)  | （非党員）党員候補 |      |

（特別嘱託の襟章）
| 指導部区分   | 階級               | 訳       | 襟章 |
| ------------ | ------------------ | -------- | ---- |
| 全国指導部   | Sonderbeauftragter | 特別嘱託 |      |
| 大管区指導部 | Sonderbeauftragter | 特別嘱託 |      |
| 管区指導部   | Sonderbeauftragter | 特別嘱託 |      |

## 腕章による階級制度
腕章によって党員の役職・肩書を示す為の階級制度が1930年頃より導入されたが、1934年頃から一端廃止された。ナチ党の組織再編後の1939年5月、ヒトラーの指令により同年6月から、各政治指導部の役職・職位を示すものとして新たに導入された。
1939年採用版の腕章は「運営」、「管理」、「動員」型の3種に分類されていた。
運営型腕章は全指導部で用いられ、Mitarbeiteをはじめとする下級職員向けの腕章であった。Mitarbeiterは、1939年以前まで党の階級となっていたが、後に廃止され、各指導部の下級職員を示す職位として復活した。管理型腕章は、局長（Amtsleiters）から部長（Stellenleiter）級までの職員が用いた。
運営型腕章は、地区、管区指導部で多用され、特に国民の指導へ直接従事する下級政治指導者たちによって用いられた。第二次世界大戦中、これらはほとんどの場合、食糧配給や救援活動、民間防衛における役職に関係していた。
また、地区指導部における腕章は、街区指導者と細胞指導者の地位を示すためにしばしば用いられた。
管理型腕章は、全指導部の職員が用いていたが、ほとんどは大管区指導部の職員が使用していた。
動員型腕章は、副大管区指導者、大管区指導者、全国指導者が用いた特別なものとなっていた。動員型腕章の大管区指導者と全国指導者の階級は襟章の党階級と一致し、それぞれ独自の腕章が導入されていた。副大管区指導者（Stellvertreter Gauleiter）の階級は、1939年に廃止されたが、大管区指導部における役職を示す称号として、動員型腕章に採用され復活した。
これらの腕章は、1939年に第二次世界大戦が勃発した直後、速やかに実施されることを目標としていたが、完全に配備されたのは襟章と同様、1943年頃であった。そのため、1939年以前の装飾の存在しない腕章を着用する者は珍しくなく、1945年においてもこれらを用いる者が存在していた。
襟章と腕章からなる新たな階級制度の導入により、ナチ党の政治指導部内での彼らの地位と職務が正確に何であるかを示すことが可能となった。腕章の保有者は、党の階級と職位の序列が符号した者も存在したが、大きく異なる場合も存在した。
党政治指導部に設けられた各部署は以下の通りである。
- 最高指導局（Oberst Amtes）
- 本局（Hauptamtes）
- 局（Amtes）
- 本部（Hauptstelle）
- 部（Stelle）
- 課（Hilfsstelle）
- 専門課（Sachgebiet）
- 補助専門課（Hilfssachgebiet）

各部署の責任者の署名は、それぞれ所属する部署の名を冠していた。たとえば、Leiter eines Sachgebietesは、党専門課の最高責任者を示している。

### 1930～1934年までの階級及び腕章[3]
| 階級                    | 訳                         | 装飾                                                               | 腕章 |
| ----------------------- | -------------------------- | ------------------------------------------------------------------ | ---- |
| Reichsleiter            | 全国指導者及び全国指導部員 | 幅10mmのストライプ線3本                                            |      |
| Landesleiter            | 方面指導者                 | 幅10mmのストライプ線2本の中央に幅5mmのストライプ線1本にロゼット1個 |      |
| Landes Geschäftsführer  | 方面指導部理事             | 幅10mmのストライプ線2本の中央に幅5mmのストライプ線1本              |      |
| Amtsleiter der LL.      | 方面指導部局長             | 幅10mmのストライプ線2本の中央に幅5mmのストライプ線1本              |      |
| Gauleiter               | 大管区指導者               | 幅10mmのストライプ線2本にロゼット1個                               |      |
| Gau=Geschäftsführer     | 大管区指導部理事           | 幅10mmのストライプ線2本                                            |      |
| Gau=Amtsleiter          | 大管区指導部局長           | 幅10mmのストライプ線2本                                            |      |
| Amtswalter der LL.      | 方面指導部本部局監査役     | 幅10mmのストライプ線2本                                            |      |
| Bezirksleiter           | 郡指導者                   | 幅10mmのストライプ線1本にロゼット1個                               |      |
| Bezirks=Geschäftsführer | 郡指導部理事               | 幅10mmのストライプ線1本                                            |      |
| Bezirks=Amtsleiter      | 郡指導部局長               | 幅10mmのストライプ線1本                                            |      |
| Gau=Amtswalter          | 大管区本部局監査役         | 幅10mmのストライプ線1本                                            |      |
| Ortsgruppenleiter       | 地区指導者                 | 幅5mmのストライプ線1本にロゼット1個                                |      |
| Bezirks=Amtswalter      | 郡本部局監査役             | 幅5mmのストライプ線1本                                             |      |
| BG.=Kassenwart          | 郡団出納役員               | 幅5mmのストライプ線1本                                             |      |
| OG.=Schriftwart         | 地区団書記役員             | 幅5mmのストライプ線1本                                             |      |
| OG.=Propagandawart      | 地区団宣伝役員             | 幅5mmのストライプ線1本                                             |      |
| Stützpunktleiter        | 拠点分区指導者             | 幅5mmのストライプ線1本                                             |      |
| Zellenleiter            | 細胞指導者                 | 幅5mmのストライプ線1本                                             |      |

この他、党議員団用の腕章が存在した。
- 党議員団長 － 幅10mmの金ストライプ線2本にロゼット1個
- 党国会・州議員 － 幅10mmの金ストライプ線2本
- 党市町村議員団長 － 幅10mmの金ストライプ線1本にロゼット1個
- 党市町村議員及び支持団長 － 幅10mmの金ストライプ線1本

### 1939年以後の階級及び腕章
| 指導部                     | 階級                           | 訳                 | 腕章 |
| -------------------------- | ------------------------------ | ------------------ | ---- |
| 全国指導部 (Reichsleitung) | Reichsleiter                   | 全国指導者         |      |
| 全国指導部 (Reichsleitung) | Reichs Obersten Amtes          | 全国党最高指導局長 |      |
| 全国指導部 (Reichsleitung) | Leiter eines Hauptamtes        | 最高局長           |      |
| 全国指導部 (Reichsleitung) | Leiter eines Amtes             | 局長               |      |
| 全国指導部 (Reichsleitung) | Leiter einer Hauptstelle       | 統括官             |      |
| 全国指導部 (Reichsleitung) | Leiter einer Stelle            | 参事官             |      |
| 全国指導部 (Reichsleitung) | Leiter einer Hilfsstelle       | 副参事官           |      |
| 全国指導部 (Reichsleitung) | Mitarbeiter                    | 事務官             |      |
| 全国指導部 (Reichsleitung) | Leiter eines Sachgebietes      | 担当官             |      |
| 全国指導部 (Reichsleitung) | Leiter eines hilfsSachgebietes | 担当補佐官         |      |
| 全国指導部 (Reichsleitung) | Sonderbeauftragter             | 特別嘱託           |      |
| 全国指導部 (Reichsleitung) | Anwärter                       | 役員候補           |      |
| 大管区指導部 (Gauleitung)  | Gauleiter                      | 大管区指導者       |      |
| 大管区指導部 (Gauleitung)  | Stellvertreter Gauleiter       | 副大管区指導者     |      |
| 大管区指導部 (Gauleitung)  | Leiter eines Hauptamtes        | 本局長             |      |
| 大管区指導部 (Gauleitung)  | Leiter eines Amtes             | 局長               |      |
| 大管区指導部 (Gauleitung)  | Leiter einer Hauptstelle       | 本部長             |      |
| 大管区指導部 (Gauleitung)  | Leiter einer Stelle            | 部長               |      |
| 大管区指導部 (Gauleitung)  | Leiter einer Hilfsstelle       | 課長               |      |
| 大管区指導部 (Gauleitung)  | Mitarbeiter                    | 事務員             |      |
| 大管区指導部 (Gauleitung)  | Leiter eines Sachgebietes      | 担当員             |      |
| 大管区指導部 (Gauleitung)  | Leiter eines hilfsSachgebietes | 補助担当員         |      |
| 大管区指導部 (Gauleitung)  | Sonderbeauftragter             | 特別嘱託           |      |
| 大管区指導部 (Gauleitung)  | Anwärter                       | 役員候補           |      |
| 管区指導部 (Kreisleitung)  | Kreisleiter                    | 管区指導者         |      |
| 管区指導部 (Kreisleitung)  | Leiter eines Hauptamtes        | 本局長             |      |
| 管区指導部 (Kreisleitung)  | Leiter eines Amtes             | 局長               |      |
| 管区指導部 (Kreisleitung)  | Leiter einer Hauptstelle       | 本部長             |      |
| 管区指導部 (Kreisleitung)  | Leiter einer Stelle            | 部長               |      |
| 管区指導部 (Kreisleitung)  | Leiter einer Hilfsstelle       | 課長               |      |
| 管区指導部 (Kreisleitung)  | Mitarbeiter                    | 事務員             |      |
| 管区指導部 (Kreisleitung)  | Leiter eines Sachgebietes      | 担当員             |      |
| 管区指導部 (Kreisleitung)  | Leiter eines hilfsSachgebietes | 補助担当員         |      |
| 管区指導部 (Kreisleitung)  | Sonderbeauftragter             | 特別嘱託           |      |
| 管区指導部 (Kreisleitung)  | Anwärter                       | 役員候補           |      |
| 地区指導部 (Ortsgruppen)   | Ortsgruppenleiter              | 地区指導者         |      |
| 地区指導部 (Ortsgruppen)   | Zellenleiter                   | 細胞指導者         |      |
| 地区指導部 (Ortsgruppen)   | HauptBetriebsobmann            | 代表執行役取締     |      |
| 地区指導部 (Ortsgruppen)   | Betriebsobmann（C,D）          | 代表執行役（C,D）  |      |
| 地区指導部 (Ortsgruppen)   | Blockleiter                    | 街区指導者         |      |
| 地区指導部 (Ortsgruppen)   | Betriebsobmann（B）            | 代表執行役（B）    |      |
| 地区指導部 (Ortsgruppen)   | Blockhelfer                    | 街区補助員         |      |
| 地区指導部 (Ortsgruppen)   | Betriebsobmann（A）            | 代表執行役（A）    |      |
| 地区指導部 (Ortsgruppen)   | HauptBetriebs zellenobmann     | 細胞代表執行役取締 |      |
| 地区指導部 (Ortsgruppen)   | Betriebszellenobmann           | 細胞代表執行役     |      |
| 地区指導部 (Ortsgruppen)   | Betriebsblockobmann            | 街区代表執行役     |      |
| 地区指導部 (Ortsgruppen)   | Leiter eines Amtes             | 室長               |      |
| 地区指導部 (Ortsgruppen)   | Leiter einer Hauptstelle       | 本部長             |      |
| 地区指導部 (Ortsgruppen)   | Leiter einer Stelle            | 部長               |      |
| 地区指導部 (Ortsgruppen)   | Zellenwalter                   | 細胞監査員         |      |
| 地区指導部 (Ortsgruppen)   | Zellenobmann                   | 細胞代表員         |      |
| 地区指導部 (Ortsgruppen)   | Leiter einer Hilfsstelle       | 課長/副部長        |      |
| 地区指導部 (Ortsgruppen)   | Blockwalter                    | 街区監査員         |      |
| 地区指導部 (Ortsgruppen)   | Blockobmann                    | 街区代表員         |      |
| 地区指導部 (Ortsgruppen)   | Mitarbeiter                    | 作業員/事務員      |      |
| 地区指導部 (Ortsgruppen)   | Leiter eines Sachgebietes      | 係員               |      |
| 地区指導部 (Ortsgruppen)   | Leiter eines hilfsSachgebietes | 補助係員           |      |
| 地区指導部 (Ortsgruppen)   | Anwärter                       | 役員候補           |      |

## その他
ナチ党の上級幹部は意図的に党の政治指導部から外され、他の全ての党員と区別されていた。そのため、ヒトラーとその取り巻きは、各省庁や党の最上級役員としてすでに知られているので、壮大な称号や勲章、または手の込んだ制服を必要としなかった。そのため、ヒトラーは、多くの装飾が施された制服を着たベニート・ムッソリーニなど、当時の他の独裁者とは一線を画している。

## 階級の一覧
最も単純な形式として、ナチ党の組織構造は4つの基本的な階層に分けられる。末端党員からなる党組合（Parteimitglieder）、政治指導者（Politische Leiters）、党の上級指導者としての大管区指導者と全国指導者、そして最後に党の最高指導者であるヒトラーのみが保持していた総統の地位である（1941年まで副総統の地位も存在した）。
以下は各年代におけるナチ党の階級区分である。

### 1930年以前
- 総統（Der Führer） ― 以下、ナチ党解散まで存続
- 副総統（Stellvertreter des Führers） ― 1941年のルドルフ・ヘスの単独飛行事件後、副総統の地位は保留されたままとなり、ヘスの副官であったマルティン・ボルマンが党官房長として事実上、後任者となった。
- 政治指導者（Politischer Leiter）
- 一般党員（Mitglieder）

### 1930～1932年
- 全国組織指導者（Reichsorganisationsleiter） ― ナチ党解散まで存続
- 全国監督官（Reichsinspekteur）
- 方面監督官（Landesinspekteur）
- 大管区指導者（Gauleiter）
- 副大管区指導者（Stellvertreter Gauleiter）
- 管区指導者（Kreisleiter）
- 地区指導者（Ortsgruppenleiter）
- 細胞役員（Zellenwart）
- 街区役員（Blockwart）
- 一般党員（Mitglieder）

### 1933～1938年
- 全国指導者（Reichsleiter）
- 大管区指導者（Gauleiter）
- 副大管区指導者（Stellvertreter Gauleiter）
- 幹事長（Hauptdienstleiter）
- 幹事（Dienstleiter）
- 本局長（Hauptamtsleiter）
- 管区指導者（Kreisleiter）
- 地区指導者（Ortsgruppenleiter
- 拠点分区指導者（Stützpunktleiter）
- 室長/局長（Amtsleiter）
- 本部長/事務総長（Hauptstellenleiter）
- 部長/事務長（Stellenleiter）
- 課長/事務長補佐（Hilfsstellenleiter）
- 事務員（Mitarbeiter）
- 一般党員（Mitglieder）

### 1939～1945年
- 全国指導者（Reichsleiter）
- 大管区指導者（Gauleiter）
- 最高発令官（Hauptbefehlsleiter）
- 上級発令官（Oberbefehlsleiter）
- 発令官（Befehlsleiter）
- 最高幹事長（Hauptdienstleiter）
- 幹事長（Oberdienstleiter）
- 幹事（Dienstleiter）
- 高級地域指導者（Hauptbereichsleiter）
- 上級地域指導者（Oberbereichsleiter）
- 地域指導者（Bereichsleiter）
- 高級区域指導者（Hauptabschnittsleiter）
- 上級区域指導者（Oberabschnittsleiter）
- 区域指導者（Abschnittsleiter）
- 高級集団指導者（Hauptgemeinschaftsleiter）
- 上級集団指導者（Obergemeinschaftsleiter）
- 集団指導者（Gemeinschaftsleiter）
- 高級行動指導者（Haupteinsatzleiter）
- 上級行動指導者（Obereinsatzleiter）
- 行動指導者（Einsatzleiter）
- 高級機動指導者(Hauptbereitschaftsleiter)
- 上級機動指導者(Oberbereitschaftsleiter)
- 機動指導者（Bereitschaftsleiter）
- 高級作業指導者（Hauptarbeitsleiter）
- 上級作業指導者（Oberarbeitsleiter）
- 作業指導者（Arbeitsleiter）
- 上級補助役（Oberhelfer）
- 補助役（Helfer）
- 党員候補（Anwärter）
- （非党員）党員候補（Anwärter-Nicht Partei）

### 各指導部間の序列
| 全国       | 大管区         | 管区       | 地区                |
| ---------- | -------------- | ---------- | ------------------- |
| 全国指導者 |                |            |                     |
| 幹事長     | 大管区指導者   |            |                     |
| 幹事       |                |            |                     |
| 最高局長   | 副大管区指導者 |            |                     |
| 局長       | 本局長         |            |                     |
| 統括官     | 局長           | 管区指導者 |                     |
| 参事官     | 事務総長       | 本局長     | 地区指導者          |
| 副参事官   |                | 局長       | 拠点分区指導者      |
| 事務官     | 事務長         | 事務総長   | 室長                |
|            | 事務員         | 事務長     | 細胞指導者 事務総長 |
|            |                | 事務員     | 街区指導者 事務長   |
|            |                |            | 作業員/事務員       |

### 職務ごとの党階級区分
（1939年制定版）
- 全国指導者
  - 全国指導者（Reichsleiter）
- 大管区指導者
  - 大管区指導者（Gauleiter）
- 最高指導局長
  - 最高発令官（Hauptbefehlsleiter）
  - 上級発令官（Oberbefehlsleiter）
  - 発令官（Befehlsleiter）
- 副大管区指導者
  - 最高幹事長（Hauptdienstleiter）
  - 幹事長（Oberdienstleiter）
- 管区指導者
  - 幹事（Dienstleiter）
  - 高級地域指導者（Hauptbereichsleiter）
  - 上級地域指導者（Oberbereichsleiter）
  - 地域指導者（Bereichsleiter）
  - 高級区域指導者（Hauptabschnittsleiter）
- 地区指導者
  - 上級区域指導者（Oberabschnittsleiter）
  - 区域指導者（Abschnittsleiter）
  - 高級集団指導者（Hauptgemeinschaftsleiter）
  - 上級集団指導者（Obergemeinschaftsleiter）
  - 集団指導者（Gemeinschaftsleiter）
- 細胞指導者
  - 高級行動指導者（Haupteinsatzleiter）
  - 上級行動指導者（Obereinsatzleiter）
  - 行動指導者（Einsatzlaiter)
  - 高級機動指導者（Hauptbereitschaftsleiter）
- 細胞監査員
  - 高級機動指導者（Hauptbereitschaftsleiter）
  - 上級機動指導者（Oberbereitschaftsleiter）
  - 機動指導者（Bereitschaftsleiter）
  - 高級作業指導者（Hauptarbeitsleiter）
- 街区指導者
  - 行動指導者（Einsatzlaiter）
  - 高級機動指導者（Hauptbereitschaftsleiter）
  - 上級機動指導者（Oberbereitschaftsleiter）
  - 機動指導者（Bereitschaftsleiter）
- 街区補助員
  - 高級作業指導者（Hauptarbeitsleiter）
  - 上級作業指導者（Oberarbeitsleiter）
  - 作業指導者（Arbeitsleiter）
  - 上級補助役（Oberhelfer）
- 街区監査員
  - 機動指導者（Bereitschaftsleiter）
  - 高級作業指導者（Hauptarbeitsleiter）
  - 上級作業指導者 （Oberarbeitsleiter）
  - 作業指導者（Arbeitsleiter）

### 国防軍の階級との比較
| 党の階級                  | 党の階級                                 | 陸軍の階級     | 党内での序列                           |
| ------------------------- | ---------------------------------------- | -------------- | -------------------------------------- |
| 総統 - アドルフ・ヒトラー |                                          |                |                                        |
|                           |                                          |                |                                        |
|                           | 全国指導者                               | 元帥           | 党最高幹部                             |
|                           | 大管区指導者                             | 上級大将       | 党古参幹部                             |
|                           | 最高発令官                               | 兵科大将       | 党古参幹部                             |
|                           | 上級発令官                               | 中将           | 党古参幹部                             |
|                           | 発令官                                   | 少将           | 党古参幹部                             |
|                           | 最高幹事長                               | 少将           | 党古参幹部                             |
|                           | 幹事長                                   | 少将           | 党古参幹部                             |
|                           | 幹事                                     | 少将           | 党古参幹部                             |
|                           |                                          |                |                                        |
|                           | 高級地域指導者                           | 大佐           | 管区指導者                             |
|                           | 上級地域指導者                           | 大佐           | 管区指導者                             |
|                           | 地域指導者                               | 大佐           | 管区指導者                             |
|                           | 高級区域指導者                           | 大佐           | 管区指導者                             |
|                           | 上級区域指導者                           | 大佐           | 管区指導者                             |
|                           | 区域指導者                               | 大佐           | 管区指導者                             |
|                           | 高級集団指導者                           | 中佐           | 地区指導者                             |
|                           | 上級集団指導者                           | 中佐           | 地区指導者                             |
|                           | 集団指導者                               | 少佐           | 地区指導者                             |
|                           | 高級行動指導者                           | 大尉           | 細胞指導者                             |
|                           | 上級行動指導者                           | 中尉           | 細胞指導者                             |
|                           | 行動指導者                               | 少尉           | - 細胞指導者 - 街区指導者              |
|                           |                                          |                |                                        |
|                           | 高級機動指導者                           | 先任曹長       | - 細胞監査官 - 細胞指導者 - 街区指導者 |
|                           | 上級機動指導者                           | 上級曹長       | - 細胞監査官 - 街区指導者              |
|                           | 機動指導者                               | 曹長           | - 細胞監査官 - 街区指導者              |
|                           | 高級作業指導者                           | 軍曹           | - 細胞監査官 - 街区監査官              |
|                           | 上級作業指導者                           | 軍曹           | 街区監査官                             |
|                           | 作業指導者                               | 伍長           | - 街区監査官 - 街区補助員              |
|                           |                                          |                |                                        |
|                           | 上級補助役                               | 伍長勤務上等兵 | 街区補助員                             |
|                           | 補助役                                   | 上等兵         | 補助員                                 |
|                           | 党員候補（党同志） (Parteigenosse - Pg.) | 兵卒           | ―                                      |
|                           | （非党員）党員候補                       | 志願者         | ―                                      |